# Vůz BDtax782 ČD
Přípojný vůz řady BDtax782 (číslovaný v intervalu 50 54 93-29, dříve též označen řadou 012) je dvounápravový vůz 2. třídy lehké stavby se zavazadlovým oddílem, sloužící k přepravě cestujících a jízdních kol na neelektrizovaných tratích především s motorovými vozy řady 810.

## Popis
Přípojné vozy BDtax782 vznikly rekonstrukcí z vozů řady Btax780 v počtu 117 kusů, přičemž úpravu vozů pro přepravu jízdních kol si prováděla jednotlivá depa kolejových vozidel (DKV) a Krnovské opravny a strojírny. Příčka s dveřmi na straně bez WC buňky byla posunuta o jeden fiktivní oddíl. Místo tohoto oddílu odstraněním obou lavic v uspořádání 2+3 vznikl prostor pro přepravu jízdních kol a jiných spoluzavazadel, osazený na jedné straně stojany pro jízdní kola. Vozidla jsou provozována ve všech DKV a ve většině domovských stanic. V roce 2019 byl vůz Btax780 24-29 381-7 přestaven na číslo 93-29 126-2 a zařazen do SÚ Tábor.

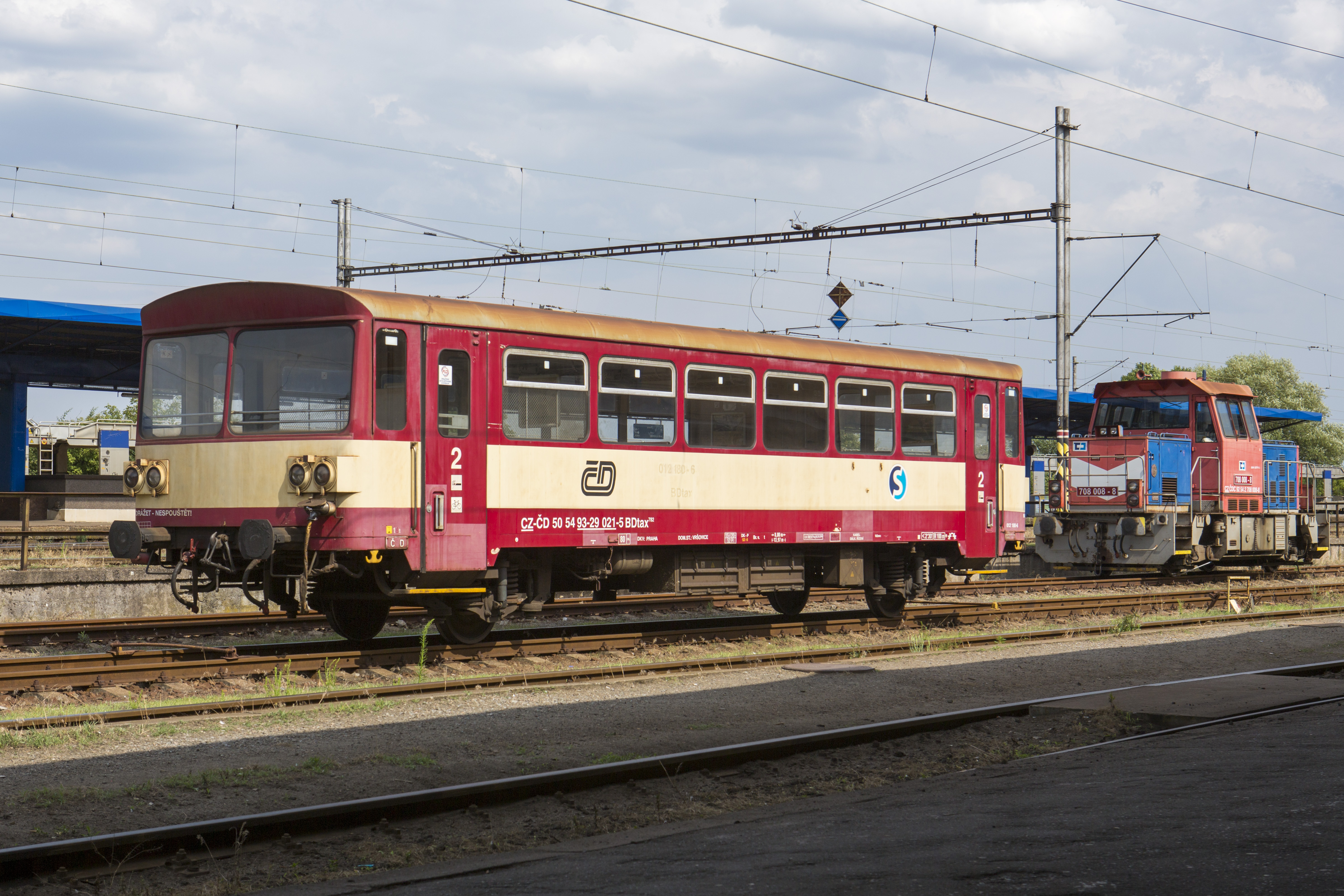
Vůz BDtax782
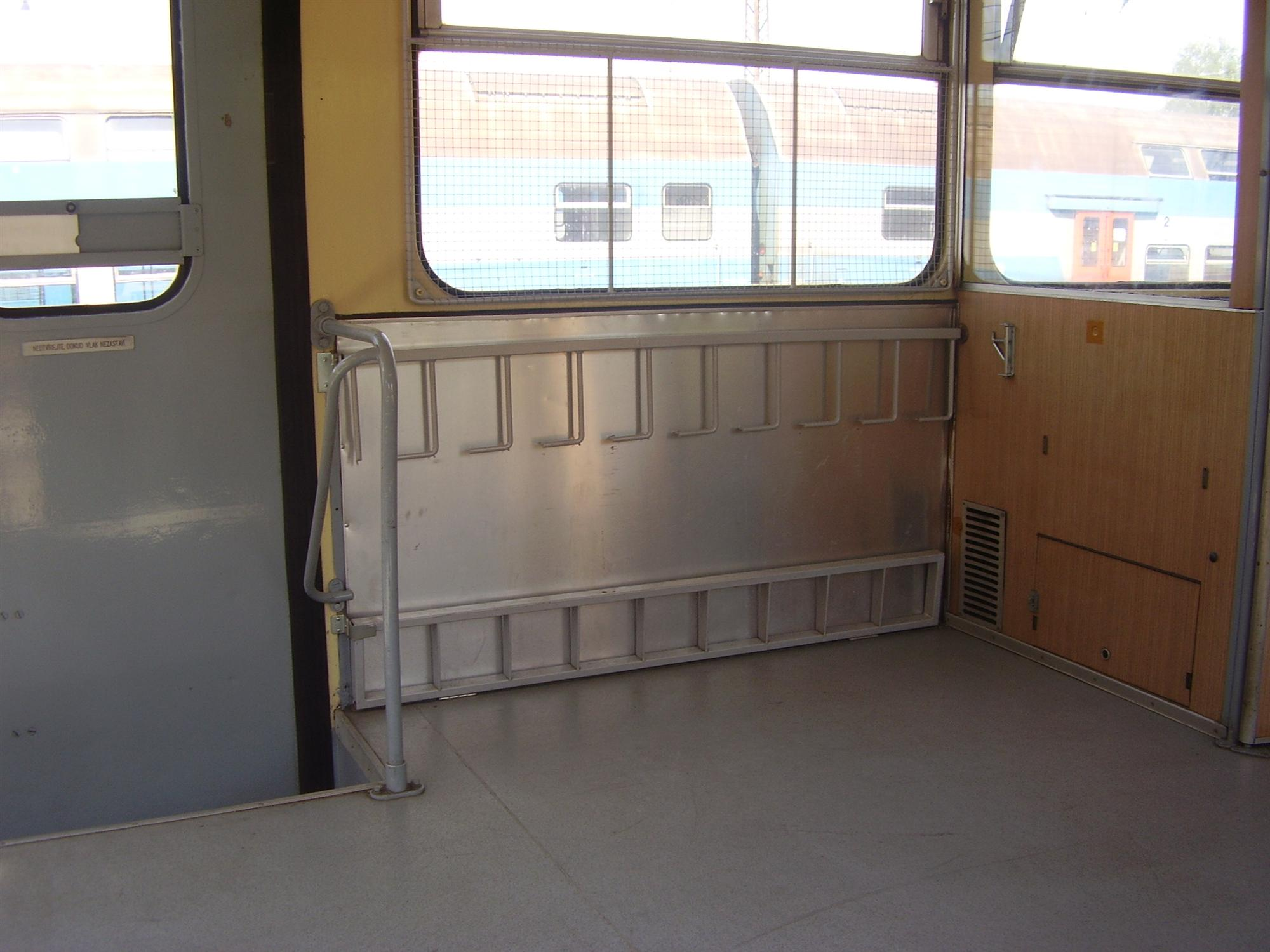
Nově namontované držáky na jízdní kola

## Modernizace pro Jihočeský kraj
V prosinci 2019 a v lednu 2020 bylo zmodernizováno 5 vozů BDtax782 (018, 020, 022, 090, 105) a vůz Btax780 24-29 381-7 přestaven na číslo 93-29 126-2 v nátěru Najbrt 2, z toho vozy BDtax782 018, 020 a 022 v retro nátěru. Do vozů byla dosazena polostahovací okna namísto výklopných s výjimkou krajních oken u dveří, která jsou výklopná, tlačítka pro signalizaci výstupu na znamení, nové sedačky, označovače jízdenek a informační systém pouze v podobě hlášení z reproduktorů. 10. prosince 2023 byly vozy 020, 022, 090 a 126 převedeny do SÚ Louny a vůz 105 byl téhož dne převeden do SÚ Rakovník a v květnu 2024 byl vůz 018 převeden do SÚ Čerčany, kde byl poprvé nasazen 20. května 2024 na linku S99.

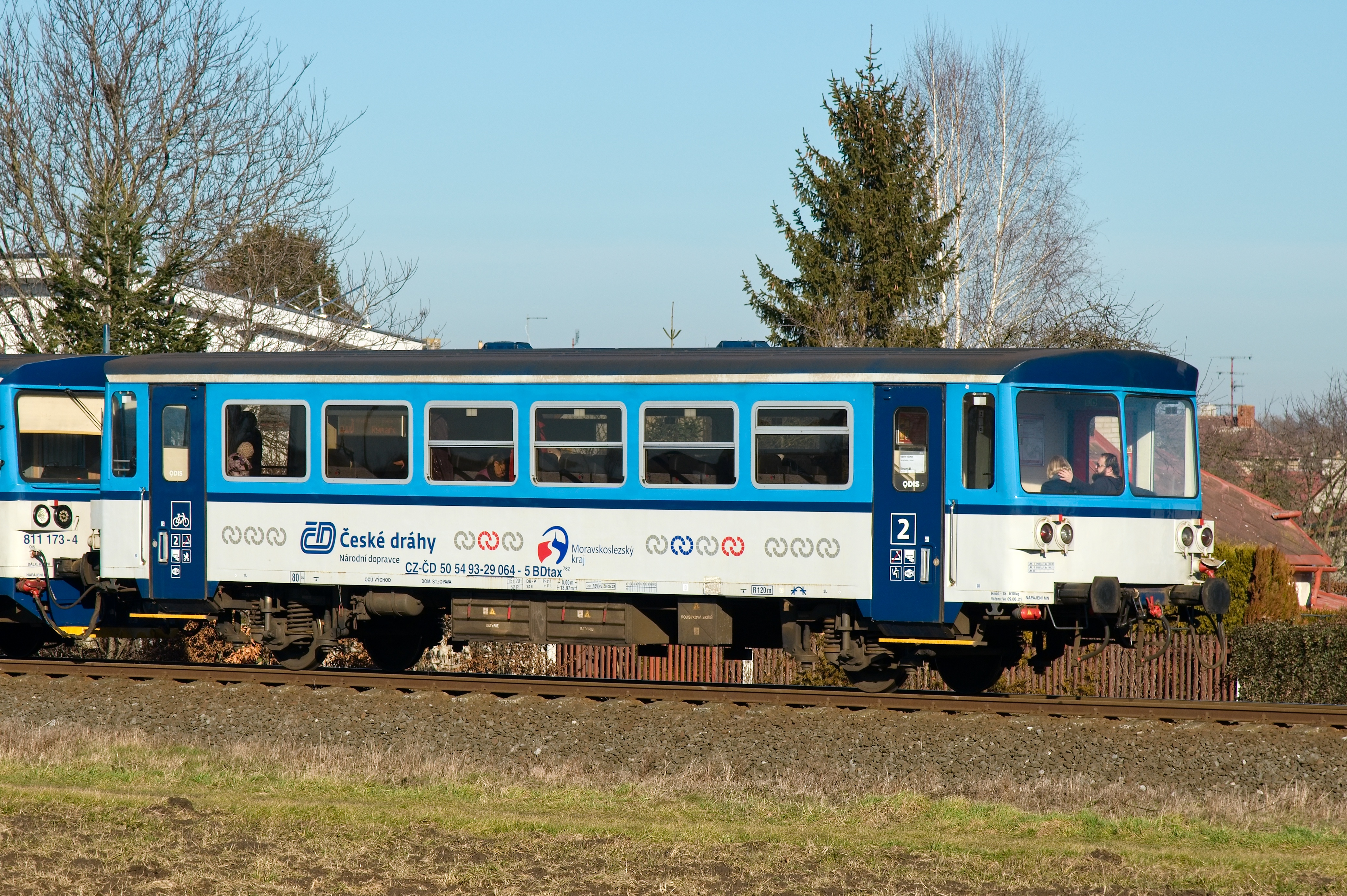
Vůz modernizovaný pro Moravskoslezský kraj

## Modernizace pro Moravskoslezský kraj
V roce 2020 bylo upraveno 10 vozů BDtax782 (025, 044, 064, 078, 084, 085, 089, 092, 096 a 103) v DPOV Veselí nad Moravou pro provoz s motorovým vozem 811. Bylo dosazeno Wi-Fi připojení k internetu, USB zásuvky pro dobíjení drobné elektroniky, informační panely, tlačítka pro signalizaci výstupu na znamení a nové sedačky. Na rozdíl od motorového vozu je neklimatizovaný a oběma vozům zůstává gravitační WC. Spolu jsou provozovány zejména na tratích Suchdol nad Odrou – Budišov nad Budišovkou a Opava – Krnov – Rýmařov.

## Provoz

### OCÚ Střed, SÚ Čerčany
S80 Čerčany – Ledeč nad Sázavou
Od 11. 12. 2023 v ranní špičce pracovních dnů na lince S99
S99 Benešov u Prahy – Městečko u Benešova – Domašín – Vlašim

### OCÚ Střed, SÚ Rakovník
S57 Rakovník – Blatno u Jesenice – Žlutice do 14. 12. 2024
S75 Rakovník — Beroun; v pátek v 5:52 z Rakovníka do Berouna a v pondělí ve 21:55 z Berouna do Rakovníka
S76 Zadní Třebaň – Lochovice; pouze o víkendu a svátcích od 2. poloviny března do konce října.

### OCÚ Východ, SÚ Bohumín a SÚ Opava
S10 Opava východ – Krnov – Bruntál – Valšov – Rýmařov
S33 Suchdol nad Odrou – Budišov nad Budišovkou

### OCÚ Východ, SÚ Veselí nad Moravou do 14.12.2024 / OCÚ Východ, SÚ Brno-Maloměřice
S6 Veselí nad Moravou – Bzenec – Vracov – Vlkoš – Kyjov zastávka – Kyjov v pracovní dny ráno a odpoledne

### OCÚ Západ, SÚ Děčín
jeden záložní vůz číslo 036 občas nasazen jako náhradní vozidlo na linky U8 a U28
U8 Děčín - Česká Kamenice - Krásná Lípa - Rumburk
U28 Děčín - Dolní Žleb - Bad Schandau - Sebnitz - Rumburk

### OCÚ Západ, SÚ Louny
S40 v pracovní dny mimo období 1. 7.-31. 8. od 4 do 8 hodin a od 13 do 17 hodin v úseku Slaný — Louny uzavřený vůz bez přepravy cestujících spoj ve 4:27 z Loun a v 15:54 z Kralup nad Vltavou:
S40/U40 Kralupy nad Vltavou – Podlešín — Slaný (— Zlonice — Louny)

### V minulosti

#### DKV Česká Třebová, PJ Česká Třebová
Do 31. srpna 2012 na trati Skalice nad Svitavou – Chornice:
S21 Skalice nad Svitavou – Velké Opatovice (– Jevíčko – Chornice do 10. prosince 2011)

#### OCÚ Střed, SÚ Hradec Králové
v pracovní dny ráno a odpoledne do 29. června 2024 Moravany – Holice

### OCÚ Střed, SÚ Mladá Boleslav
Do 29. 9. 2024:
S36 Mladá Boleslav hlavní nádraží – Dolní Bousov – Mladějov v Čechách (— Hodoňovice – Libuň)

#### OCÚ Východ, SÚ Bohumín
Do 14. prosince 2024:
S8 Studénka – Příbor – Kopřivnice – Štramberk – Veřovice

#### OCÚ Východ, SÚ Valašské Meziříčí
Do 7. prosince 2019 Vsetín – Velké Karlovice

#### OCÚ Východ, SÚ Veselí nad Moravou
S52 Zaječí – Čejč – Hodonín. V provozu do 11. června 2023 celotýdenně a od 12. června 2023 do 14. prosince 2024 pouze o víkendech.
S91 Veselí nad Moravou – Sudoměřice nad Moravou – Rohatec – Hodonín

#### OCÚ Západ, SÚ Klatovy
P11 Strakonice – Horažďovice předměstí – Sušice – Klatovy do 9. 12. 2023

#### OCÚ Západ, SÚ Louny
T8 Most – Moldava v Krušných horách. Vůz byl zde nasazován během zimních sezón do 10. 12. 2022 v soupravě uprostřed mezi dvěma motorovými vozy.

#### OCÚ Západ, SÚ Tábor
Od 12. prosince 2010 do konce GVD 2012/2013 jezdily na trati 202 Tábor–Bechyně za lokomotivou řady 742 ráno a večer. V GVD 2013/2014 v provozu celodenně za lokomotivou 113, kde se střídal s vozy Btx763. Od prosince 2014 do prosince 2019 v provozu pouze ráno a večer za lokomotivou 113, kde se střídal s vozy Btx763. Od jízdního řádu 2019/2020 celodenně za lokomotivou 113 dvakrát přípojné vozy BDtax782. Nově byla doprava na trati posílena, odpoledne v pracovní dny jezdily vlaky každou hodinu, přes léto jezdily každou hodinu denně a celý den. Od jízdního řádu 2022/2023 měla linka označení S10. Poslední vypravení vozů čísel 022 a 105 13. listopadu 2023, kdy byly nahrazeny vozy Btn753. Vozy 020, 022, 090 a 126 byly převedeny do SÚ Louny, které je nasazovala na linku S40, vůz 105 byl převeden do SÚ Rakovník a vůz 018 byl převeden do SÚ Čerčany.

## Historické vozy
- 012.075 (České dráhy, depo Lužná u Rakovníka)
- 012.114 (České dráhy, depo Lužná u Rakovníka)
- 012.816  (České dráhy, depo Česká Lípa)